# Gardena Ronda

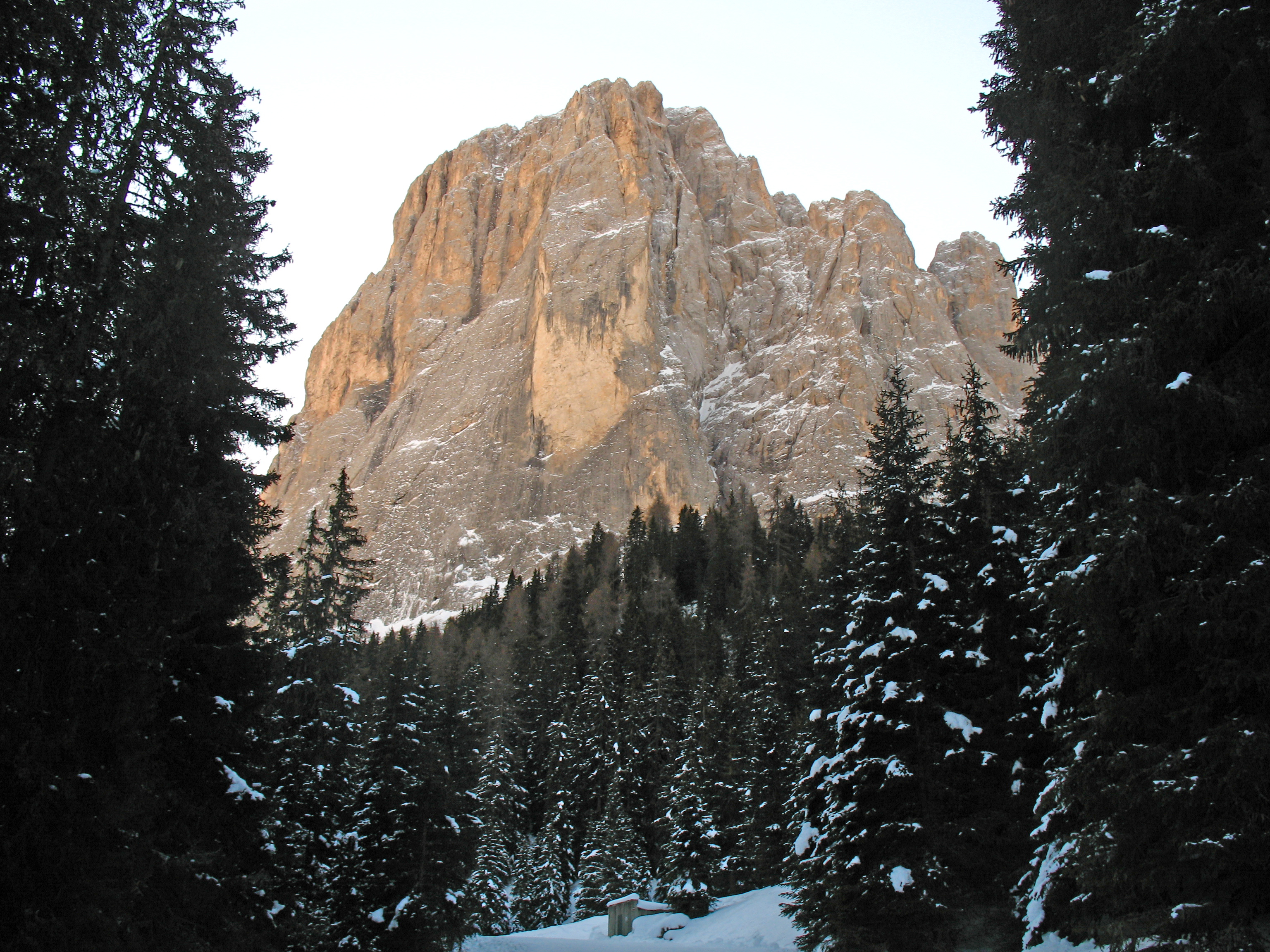
Passaggio sotto il Sassolungo nei boschi di Tramans verso Monte Pana

Il Gardena Ronda è un circuito sciistico ed escursionistico che permettere di compiere, sugli sci o a piedi, il periplo della Val Gardena, in Alto Adige (Italia).

## Caratteristiche

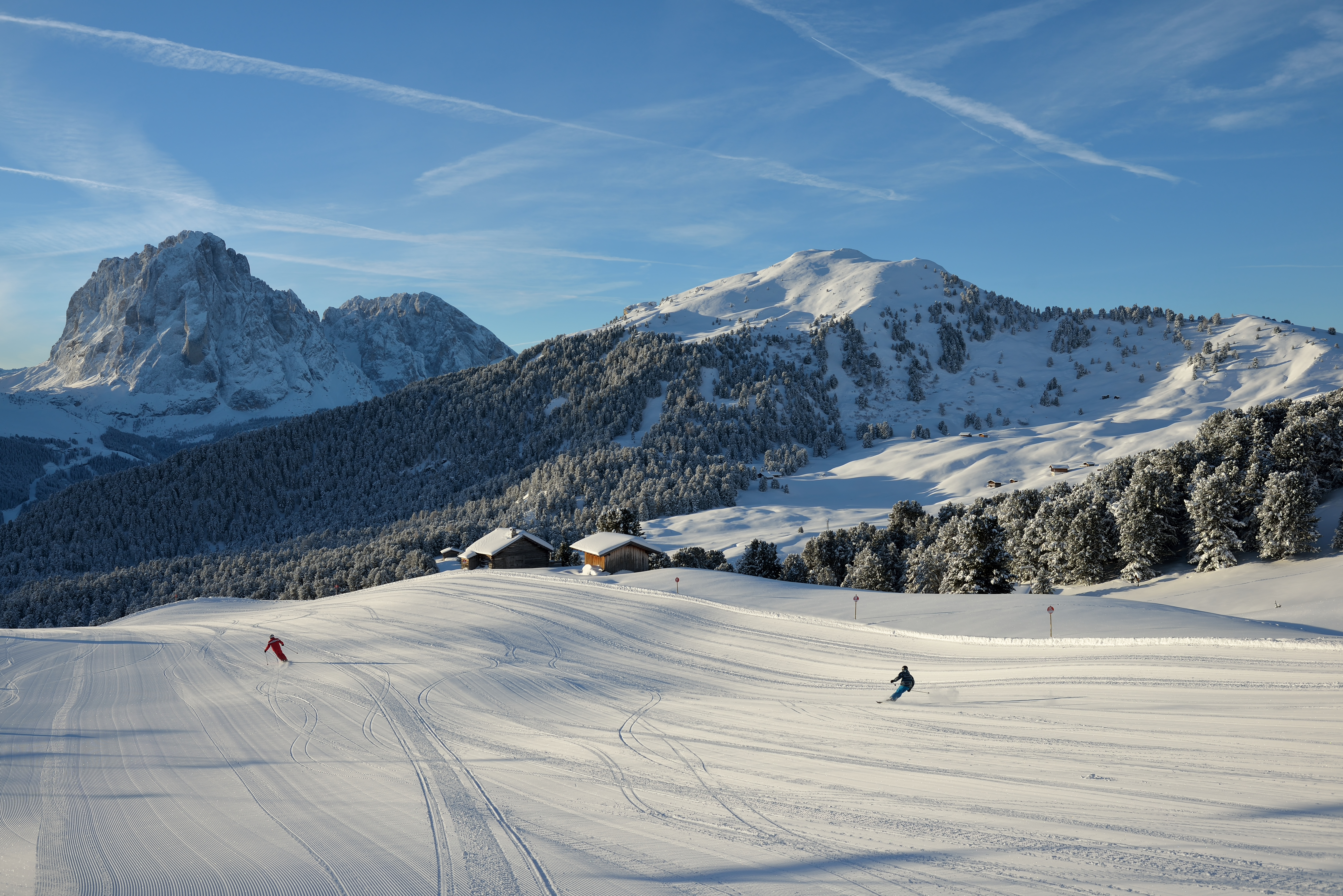
Discesa dal Seceda con il Monte Pic a destra ed il Sassolungo.

Composto da un complesso di piste, impianti di risalita e sentieri interconnessi, può essere intrapreso sia in senso orario che antiorario. Il percorso complessivo in senso orario è di circa 30 km di pista, con circa 5000 metri di dislivello, e comprende 13 impianti di risalita, più una tratta da percorrere in autobus tra il Monte Pana e l'Alpe di Siusi.
Durante il giro, che ha una durata di circa sei ore, è possibile altresì affrontare piste che non ne fanno parte, quale ad esempio la Saslong di Selva di Val Gardena (sede di una gara di discesa libera valida per la Coppa del Mondo di sci alpino), oppure la pista La Longia dal Seceda a Ortisei ed altre.

### Alpeggi ospitanti

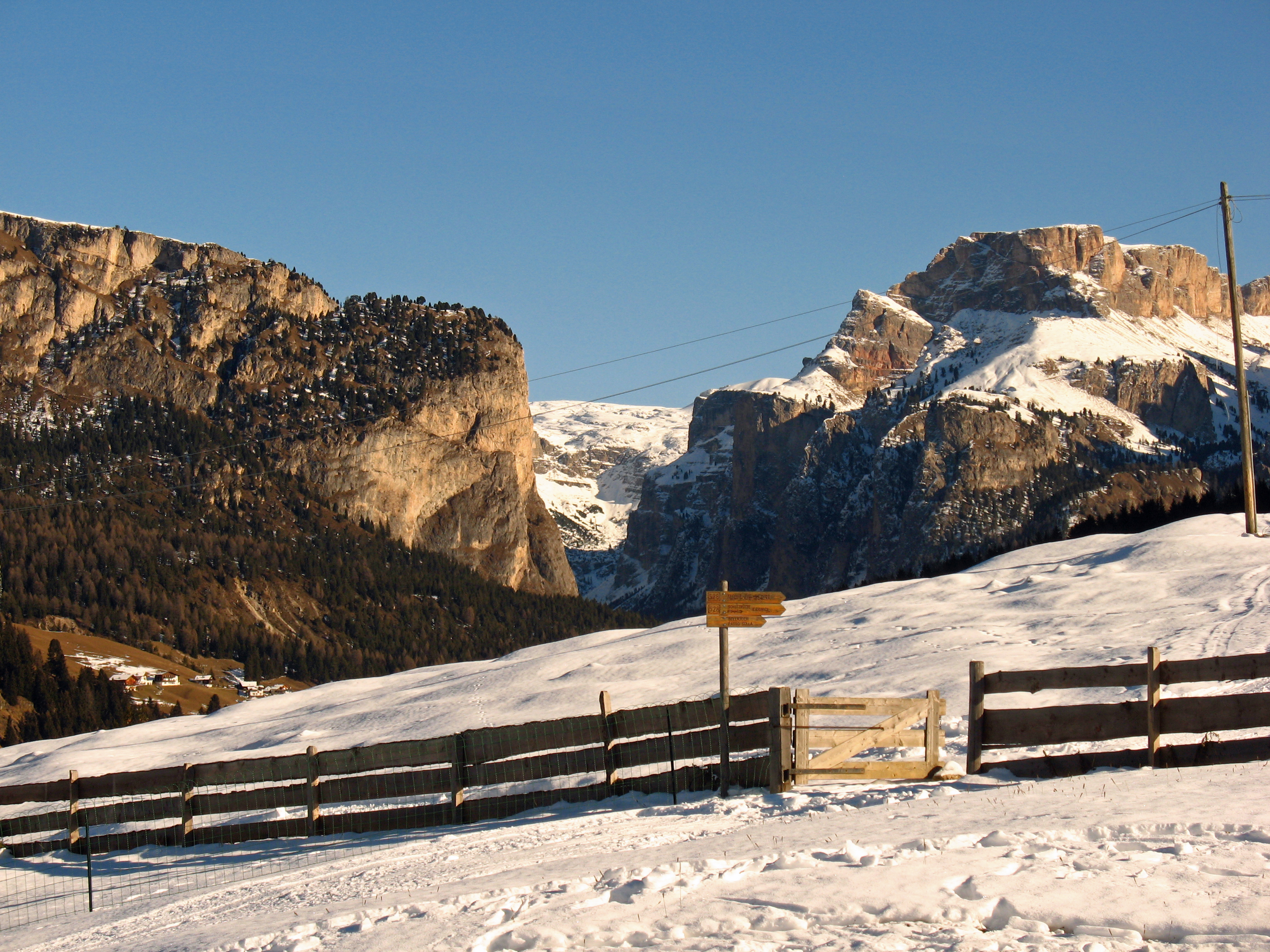
Vista da monte Pana verso la Vallunga

Fanno parte del circuito Gardena Ronda:
- il parco naturale Puez-Odle, comprendente le piste del Seceda e di Col Raiser ai piedi delle Odle (ove si svolge annualmente la gara "Gardenissima");
- Ciampinoi e Piz Sella, ai piedi del Sassolungo: qui si trova la pista Saslong;
- Tramans e gli altipiani del monte Pana e del mont de Seura;
- l'altopiano dell'Alpe di Siusi.